# American Pie (film)
American Pie is een Amerikaanse komische tienerfilm uit 1999, geregisseerd door Paul en Chris Weitz. Het was de eerste film van deze twee broers.

## Verhaal
Jim Levenstein, Chris Ostreicher, Kevin Myers en Paul Finch zijn bevriende scholieren in het laatste jaar middelbaar onderwijs. Ze zijn min of meer bevriend met Steve Stifler, die wilde feesten in zijn huis geeft wanneer zijn moeder niet thuis is. Hij is geen maagd meer en schept daar regelmatig over op. Eigenlijk zijn de vier vooral bevriend met Stifler vanwege de feesten en vinden ze hem verder vooral een verwaande opschepper.
Jim, Chris, Kevin en Paul proberen op zo´n feestje ook seks te hebben, maar hun pogingen mislukken jammerlijk. Hun sukkelige klasgenoot Chuck Sherman (die bovendien zichzelf had ´uitgenodigd´) beweert seks te hebben gehad tijdens dit feestje. 
Hierop beslissen Jim, Chris, Kevin en Paul dat ze ontmaagd moeten zijn voor het einde van het schooljaar. Het moment waarop de kansen het grootste zijn is het schoolbal en de afterparty in Stiflers huis.
Kevin heeft al een relatie met Vicky en heeft al orale seks met haar gehad, maar zij durft de stap niet te zetten, omdat ze niet zeker is dat Kevin echt van haar houdt. Bovendien is ze boos op hem omdat hij een ongelukkige opmerking heeft gemaakt, en moet hij er alles aan doen het weer goed te maken. Uiteindelijk gaat ze toch met hem naar het bal.
Chris wordt lid van het zangkoor en vraagt Heather als date voor het bal. Chris verlaat tot verbazing van coach en team een lacrosse-wedstrijd om met Heather deel te nemen aan een zangwedstrijd. Ze beseft dat hij echt om haar geeft en gaat met hem naar het bal.
Omdat Jim had gehoord dat een vagina aanvoelt als een warme appeltaart, probeert hij zijn standjes uit op dergelijke taart, maar wordt daarbij betrapt door zijn vader. Zijn vader meent dat het tijd is voor een verlate les seksuele voorlichting en koopt pornografie voor hem.
Jim heeft de Slowaakse studente Nadia beloofd om haar bijles te geven in de hoop dat hij haar kan verleiden. Stifler overtuigt Jim om de webcam in zijn kamer aan te zetten in de hoop dat zij zich omkleedt. Echter, Jim stuurt de link per ongeluk door naar iedereen in zijn adresboek. Nadia vindt in Jims kamer pornografische boekjes die zijn vader hem heeft gegeven, en masturbeert. Jim zit via de webcam met zijn vrienden mee te kijken die hem overtuigen dat dit zijn kans is seks te hebben, en hij rent terug naar huis.
Wanneer Jim de kamer in komt  gooit hij een kledingstuk over de webcam, maar hij merkt niet op dat het kledingstuk op de grond valt. Nadia verleidt Jim en hij krijgt twee keer achterelkaar een vroegtijdige ejaculatie waardoor hij geen seks met haar kan hebben. Via de webcam heeft zowat de hele school dit gezien alsook Nadia's ouders. Zij sturen haar terug naar Slowakije. Door die uitzending wil geen enkel meisje met Jim naar het eindbal. Radeloos vraagt hij dit uiteindelijk aan de truttige Michelle die toezegt.
Finch betaalt Jessica 200 dollar om een gerucht te verspreiden over zijn seksuele kunstjes. Hierdoor krijgt Finch plots veel vrouwelijke aandacht. Een van deze geruchten gaat echter ten koste van Stifler die hierdoor jaloers wordt. Hij doet een laxeermiddel in Finch' koffie. De smetvrezerige Finch is genoodzaakt om de dames-wc's van de school te gebruiken. Omwille van het laxeermiddel is zijn wc-bezoek zeer luidruchtig waardoor geen enkele vrouw nog aandacht aan hem schenkt of met hem naar het bal wil.
Tijdens het eindbal betreuren de vier vrienden dat het einddoel niet is bereikt. Ze gaan zich beter voelen als blijkt dat Sherman heeft gelogen en dus ook nog maagd is. Het feest verplaatst zich naar het huis van Stifler waar de vier jongens alsnog hopen ontmaagd te worden. Kevin en Vicky hebben seks in een slaapkamer, maar zij verbreekt daarna onmiddellijk de relatie omdat ze beseft dat het niet gaat werken omdat ze naar universiteiten gaan die ver van elkaar zijn. Chris verklaart aan Heather dat hij gelukkig is door enkel bij haar te zijn, maar net daardoor wil zij nu seks met hem. Jim en Michelle hebben seks nadat hij ontdekt dat zij niet zo naïef en truttig is als hij dacht. Sterker nog, ze blijkt zeer wild in bed. De volgende ochtend is Michelle verdwenen en beseft Jim dat hij een onenightstand heeft gehad. Finch trekt zich terug en ontmoet in een kelderruimte Stiflers moeder, een echte MILF. Ze hebben seks op de pooltafel. Stifler betrapt hen en is zo in de war dat hij prompt flauwvalt. De volgende ochtend ontbijten de vrienden gezamenlijk in hun favoriete snackbar waar ze hun "volgende plan" bespreken.
In de eindscène stript Jim voor zijn webcam voor Nadia. Hij heeft niet door dat zijn vader ook in de kamer staat.

## Rolverdeling
| Acteur              | Personage               |
| ------------------- | ----------------------- |
| Jason Biggs         | Jim Levenstein          |
| Chris Klein         | Chris 'Oz' Ostreicher   |
| Thomas Ian Nicholas | Kevin Myers             |
| Eddie Kaye Thomas   | Paul Finch              |
| Seann William Scott | Steve Stifler           |
| Alyson Hannigan     | Michelle Flaherty       |
| Shannon Elizabeth   | Nadia                   |
| Tara Reid           | Victoria 'Vicky' Lathum |
| Eugene Levy         | Noah Levenstein         |
| Natasha Lyonne      | Jessica                 |
| Mena Suvari         | Heather                 |
| Jennifer Coolidge   | Stiflers moeder         |
| Chris Owen          | Chuck Sherman           |
| Molly Cheek         | Jims moeder             |
| John Cho            | Milf guy #2             |

## Vervolgen
- American Pie 2 (2001)
- American Wedding (2003)
- American Pie: Reunion (2012)

## American Pie Presents-serie
- American Pie Presents: Band Camp (2005)
- American Pie Presents: The Naked Mile (2006)
- American Pie Presents: Beta House (2007)
- American Pie Presents: The Book of Love (2009)
- American Pie Presents: Girls' Rules (2020)